# Вавервен
Вавервен (нід. Waverveen) — село в нідерландській провінції Утрехт. Входить до муніципалітету Де-Ронде-Венен.
Його площа становить 12,37 км², а населення станом на 2021 рік складало 815 осіб.
Перша згадка про населений пункт датується 1339 роком.
До 1841 року мало статус окремого муніципалітету.

## Галерея

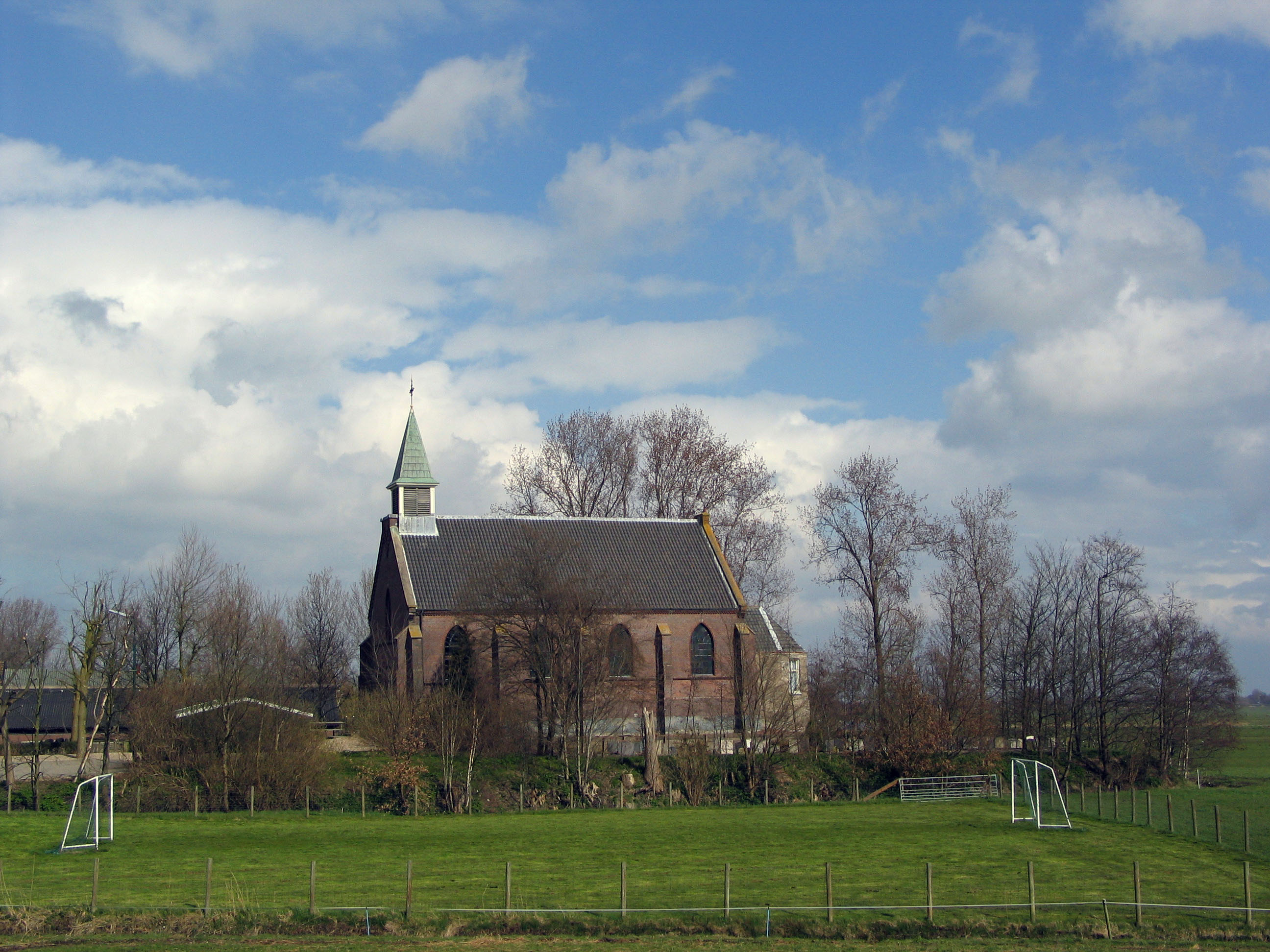
Церква у Вавервені
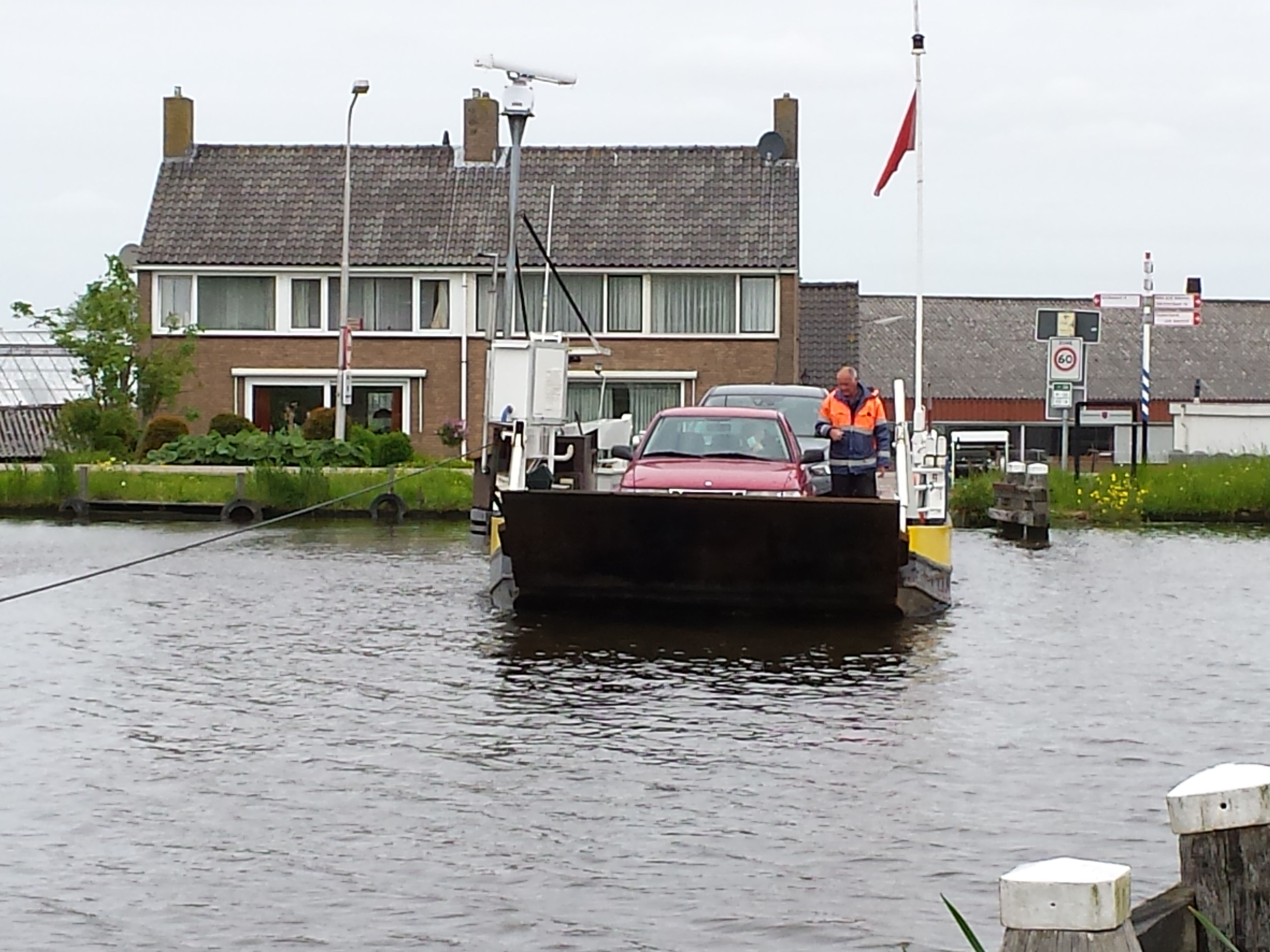
Паром через канал
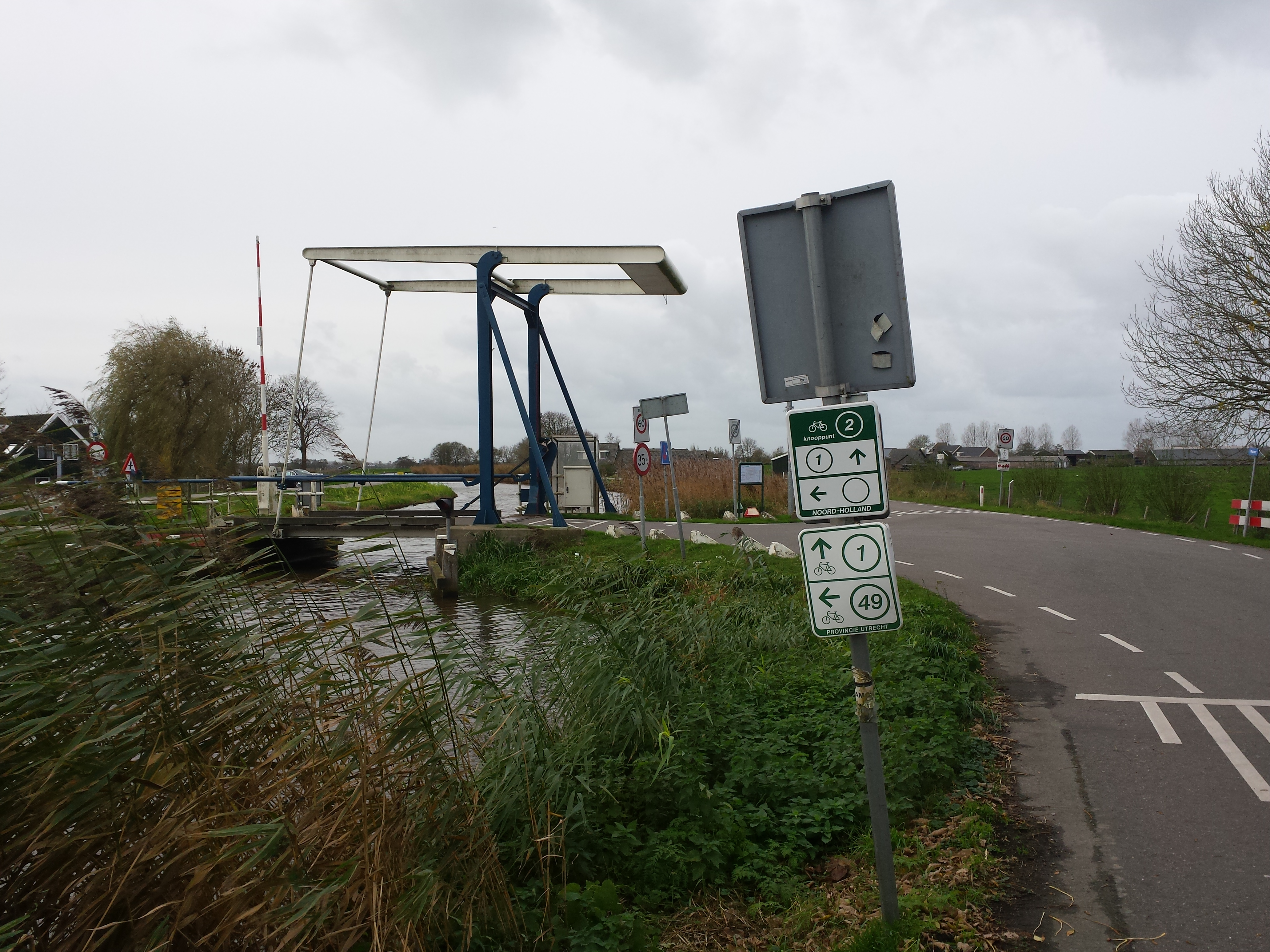
Міст у селі
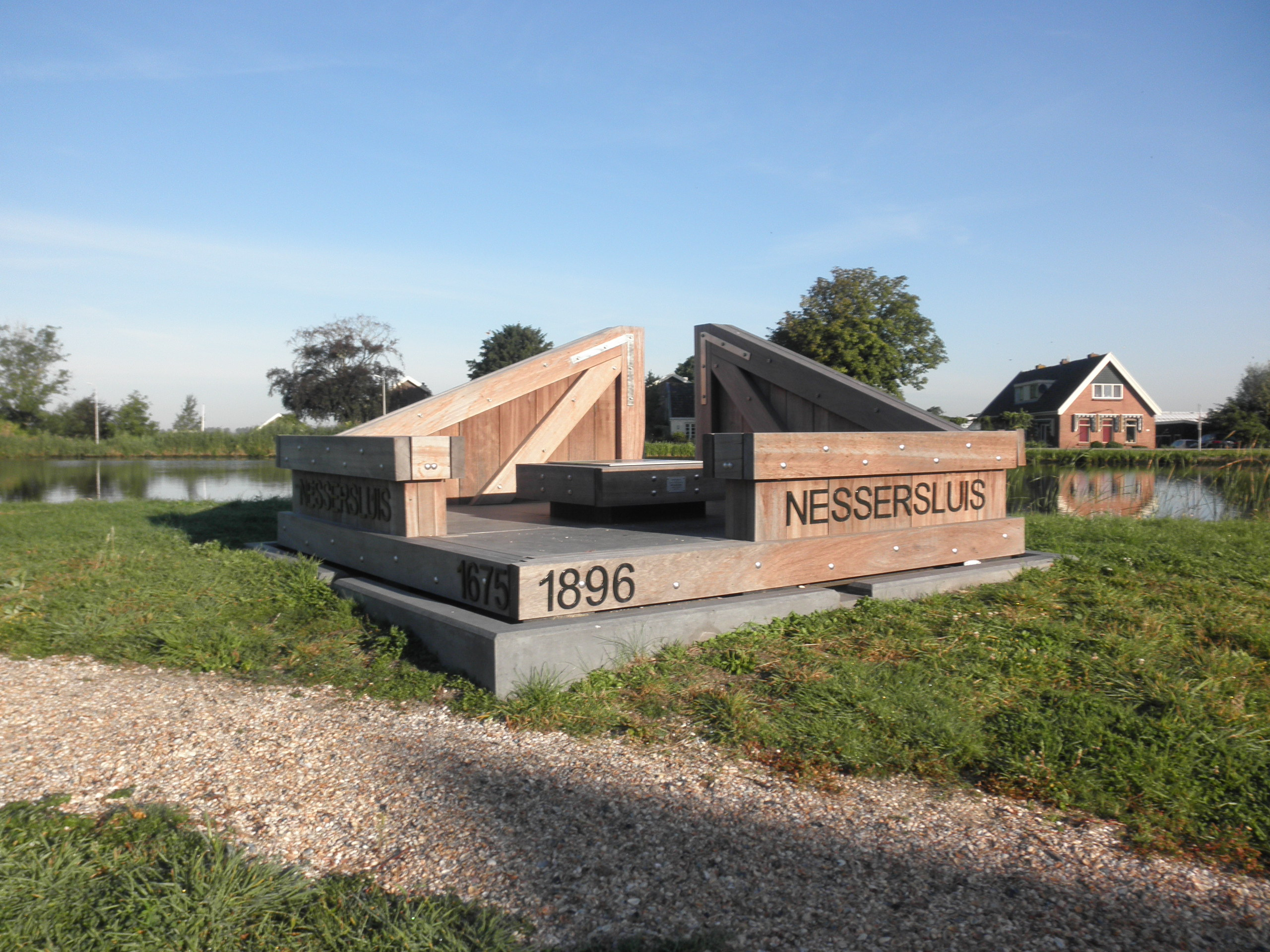
Монумент у селі